# داريل أوبراين
داريل أوبراين (بالإنجليزية: Daryl O'Brien)‏ هو لاعب كرة قدم أسترالية أسترالي، ولد في 10 سبتمبر 1941.

## وصلات خارجية
- داريل أوبراين على موقع AustralianFootball.com (الإنجليزية)
- داريل أوبراين على موقع AFLtables.com (الإنجليزية)